# Bobby Hulse
Robert James Hulse (sinh ngày 5 tháng 1 năm 1957) là một cựu cầu thủ bóng đá người Anh thi đấu ở vị trí hậu vệ hoặc tiền vệ ở Football League cho Darlington và ở Pháp cho Stade Quimpérois. Ông có nhiều trận cho Gateshead; là thành viên của đội hình vô địch Northern Premier League 1985-86, và có hơn 200 trận trong khoảng thời gian 10 năm. Ông cũng thi đấu bóng đá non-league cho Newcastle Blue Star và cho Barrow, đội mà ông cùng giành chức vô địch Northern Premier League mùa giải 1988-89.
Hulse bị thẻ đỏ trong trận ra mắt Darlington, ngày 24 tháng 9 năm 1983 trên sân nhà trước đội dẫn đầu Fourth Division York City. Thủ môn của York, Roger Jones, trước đó đã bị đuổi khỏi sân. Trận đấu kết thúc với tỉ số hòa không bàn thắng.
Sau khi rời bóng đá, ông làm việc trong công việc phá dỡ trước khi chuyển sang phát triển bất động sản.